# Tyro
Tyro är en gudinna i grekisk mytologi. Hon har sonen Neleus tillsammans med guden Poseidon.